# Stanisław Śmigielski
Stanisław Śmigielski z Bnina herbu Łodzia (zm. 1618) – kanonik poznański w 1611 roku, kanonik włocławski w 1593 roku, kanonik płocki w 1589 roku.
W 1596 roku w Rzymie otrzymał święcenia diakonatu i prezbiteratu.